# الاتحاد الأوروبي لكمال الأجسام واللياقة البدنية
| منظمة كمال أجسام                                | منظمة كمال أجسام                                     | منظمة كمال أجسام |
| ----------------------------------------------- | ---------------------------------------------------- | ---------------- |
| الاتحاد الأوروبي لكمال الأجسام واللياقة البدنية |                                                      |                  |
| معلومات عامة                                    |                                                      |                  |
| الاسم المختصر                                   | EBFF                                                 |                  |
| تأسيس                                           | 2000، مينسك، بيلاروس                                 |                  |
| بيانات تفصيلية                                  |                                                      |                  |
| المنظمة الأم                                    | الاتحاد الدولي لكمال الأجسام واللياقة البدنية (IFBB) |                  |
| الاتحادات الأعضاء                               | 47                                                   |                  |
| الرئيس                                          | رافاييل سانتونخا                                     |                  |
| المقر                                           | مدريد، إسبانيا                                       |                  |
| المنافسات                                       |                                                      |                  |
| المنافسات                                       | بطولة أوروبا بكمال الأجسام للهواة                    |                  |

الاتحاد الأوروبي لكمال الأجسام واللياقة البدنية اتحاد رياضي إقليمي يشرف على رياضة كمال الأجسام في أوروبا وهو عضو في الاتحاد الدولي لكمال الأجسام واللياقة البدنية (IFBB).
تأسس في روسيا البيضاء سنة 2000م.

## رؤساؤه
- رافاييل سانتونخا

## وصلات خارجية
- الموقع الرسمي ل الاتحاد الأوروبي لكمال الأجسام واللياقة البدنية.
- الاتحاد الدولي لكمال الأجسام واللياقة البدنية.